# Thomas Hope Troubridge
Sir Thomas Hope Troubridge (1. února 1895, Southsea (Portsmouth), Anglie – 29. září 1949, Hawkley, Anglie) byl britský admirál. V královském námořnictvu sloužil od roku 1908, zúčastnil se první světové války, později působil v námořním vzdělávání a také jako diplomat. Vyznamenal se jako aktivní účastník druhé světové války. Na konci války byl povýšen do šlechtického stavu, kariéru zakončil v hodnosti viceadmirála jako zástupce vrchního velitele loďstva ve Středomoří.

## Životopis

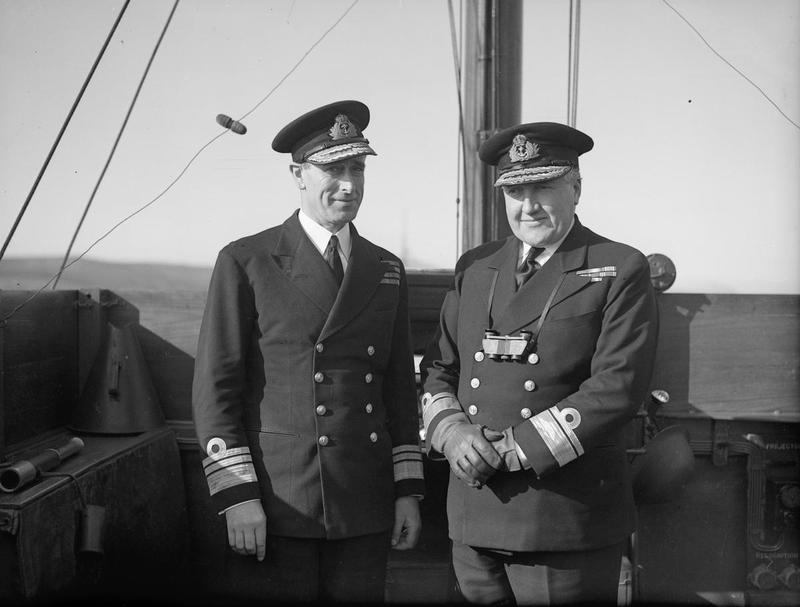
Komodor Thomas Troubridge (vpravo) s princem Louisem Mountbattenem (1943)

Pocházel z rodiny s tradiční službou v námořnictvu, byl synem admirála Sira Ernesta Troubridge (1862–1926). Do námořnictva vstoupil v roce 1908 a zúčastnil se první světové války, poté sloužil v Atlantiku, krátce byl také pedagogem na námořní škole v Greenwichi. Před druhou světovou válkou působil v hodnosti kapitána jako námořní atašé v Berlíně (1936–1939). Na začátku druhé světové války bojoval ve Středomoří a v Atlantiku, v letech 1940–1941 krátce působil na admiralitě. Poté byl znovu v aktivní službě a za účast v operaci Torch obdržel Řád za vynikající službu (1943). V roce 1943 dosáhl hodnosti kontradmirála a v roce 1944 byl náčelníkem štábu středomořského loďstva, téhož roku velel invazi na Elbu. Po druhé světové válce byl pátým námořním lordem (1945–1946) a jako rytíř Řádu lázně byl v roce 1946 povýšen do šlechtického stavu, získal také francouzský Řád Čestné legie. V roce 1947 byl povýšen na viceadmirála a v letech 1948–1949 byl zástupcem vrchního velitele ve Středomoří.
Z manželství s Lily Kleinwort měl tři syny, z nichž dva starší sloužili taktéž u námořnictva. Nejstarší syn Peter Troubridge (1927–1988) zdědil v roce 1963 titul baroneta, který získal v roce 1799 nejslavnější člen rodu Sir Thomas Troubridge.